# Junge Kunst
Junge Kunst war eine Zeitschrift von jungen Künstlern für junge Künstler in der DDR von 1957 bis 1962.

## Geschichte
Der Anstoß zur Gründung einer Zeitschrift von jungen Künstlern für junge Künstler wurde auf einem Kulturkongress 1956 in Karl-Marx-Stadt gegeben, der im Zeichen des politischen Tauwetters kurz nach der Entstalinisierungsrede von Chruschtschow gestanden hatte.
Die erste Ausgabe erschien im  November 1957. Als Herausgeber trat offiziell der Zentralrat der FDJ auf, der jedoch dem Redaktionskollektiv um den Germanisten Heinz Nabke weitgehend freie Entscheidungsbefugnisse überließ. Die Zeitschrift hatte etwa 80 Seiten Umfang, kostete 1,80 Mark und wurde zunächst im Verlag Junge Kunst, später im Verlag Junge Welt herausgegeben.
Die Zeitschrift Junge Kunst wollte ein Podium sein, in dem jüngere Künstler ihre Werke und Ansichten vorstellten, durchaus auch kritisch zu den etablierten Kunststrukturen, aber innerhalb des in der DDR Erlaubten.
Zu den Autoren der Beiträge gehörten später bekannte Schriftsteller und bildende Künstler der DDR wie Heiner Müller, Christa Wolf, Rainer Kirsch, Brigitte Reimann, Peter Hacks sowie Walter Womacka, Willi Sitte und Werner Tübke, die meist zwischen 1925 und 1935 geboren waren.
Es gab nur selten ein Verbot von Texten, wie das geplante Zitat Schmelzt ein die Kanonen – schmeißt mit Zitronen auf dem Titelblatt der Ausgabe vom Oktober 1961, das vom Ministerium für Staatssicherheit als Provokation kurz nach dem Mauerbau empfunden wurde, und  dem Chefredakteur Heinz Nabke längere Disziplinierungsgespräche und eine Überwachung durch das MfS einbrachte.
Auch einige Texte wie aus der Umsiedlerin von Heiner Müller durften nicht gedruckt werden.
Anfang 1962 wollte der Zentralrat der FDJ die Auflagenhöhe von 4000 auf 10.000 Exemplare erhöhen, was aber durch einen etwa gleichzeitig festgesetzten Beschluss der SED zur Reduzierung von Papierverbrauch wieder hinfällig wurde.
Dieser Beschluss beendete das Bestehen von 67 Zeitschriften in der DDR, die letzte Ausgabe der Jungen Kunst erschien im September 1962.
Abgesehen von der ab 1976 erschienenen Literaturzeitschrift Temperamente ermöglichten erst in den 1980er Jahren wieder einige Samisdat-Kunst- und Literaturzeitschriften in der DDR das Vorstellen von eigenen avantgardistischen Texten und Grafiken und den freieren künstlerischen Austausch jüngerer Künstler untereinander.